# 空山镇
空山乡，是中华人民共和国四川省巴中市通江县下辖的一个乡镇级行政单位。

## 行政区划
空山乡下辖以下地区：
空山坝社区、中坝村、凤凰村、后坝村、龙池村、七星村、青龙村、五福村和园山村。

## 特产
空山核桃：中国地理标志产品。